# بيلاوال بوتو زرداري
بيلاوال بوتو زرداري (21 سبتمبر 1988-)، سياسي باكستاني ورئيس حزب الشعب الباكستاني ووزير الخارجية منذ 27 أبريل 2022، وهو نجل رئيسة وزراء باكستان السابقة بينظير بوتو ورئيس باكستان آصف علي زرداري. وهو أيضا حفيد ذو الفقار علي بوتو، أول رئيس وزراء شعبي منتخب في باكستان.
التحق بمدرسة راشد للصبية في دبي، حيث كان نائب رئيس مجلس الطلاب، وحاصل على الحزام الأسود برياضة تايكوندو، ودرس بجامعة أكسفورد، حيث كان يدرس جده أيضا بها، كما أن والدته بينظير خريجة نفس الجامعة، علم باغتيال والدته أثناء إجازته السنوية الشتوية بدبي.

## رئاسة حزب الشعب الباكستاني
عين بيلاوال رئيساً لحزب الشعب الباكستاني في 30 ديسمبر 2007، كان والده آصف علي زرداري المرشح الأول في وصية السيدة بيناظير، ولكنه تنازل لابنه بدلا منه ليقود الحزب، ويكون آصف وصياً عليه، وفي نفس المؤتمر الصحفي الذي أعلن فيه عن تولي ابنه رئاسة الحزب أعلن أن اسم ابنه من الآن فصاعد سيكون «بيلاوال بوتو زرداري»، سيكمل بيلاوال دراسته في التاريخ وعلوم السياسة بجامعة أوكسفورد ثم يعود لقيادة الحزب حيال تخرجه.